# Populierengroenuil
De populierengroenuil (Earias vernana) is een nachtvlinder uit de familie van de visstaartjes (Nolidae). De wetenschappelijke naam werd als Pyralis vernana voor het eerst geldig gepubliceerd door Johan Christian Fabricius in 1787.

## Beschrijving
De voorvleugellengte bedraagt 10 tot 12 millimeter. De vlinder lijkt nogal op de kleine groenuil, maar is minder groen en over de voorvleugels lopen twee donkere dwarslijnen. De franje is wit.

## Waardplanten
De populierengroenuil gebruikt diverse witte abeel als waardplant. De rups is te vinden van augustus tot september. De pop overwintert. De soort kent een jaarlijkse generatie die vliegt van mei tot halverwege augustus.

## Voorkomen
De soort komt voor in Centraal- en Zuid-Europa en is zeldzaam. In Nederland is de soort waargenomen in 1954 en in 2010. In dat laatste jaar is een populatie gevonden in de buurt van Emmen.